# Halvor Næs
Halvor Næs (Trysil, 5. travnja 1927.), bivši norveški skijaš skakač. Norveški prvak na maloj skakaonici i dvaput treći na norveškim prvenstvima, sve na maloj skakaonici. Postavio je rekord skakaonice u Bischofshofenu, čija je dužina bila 140 metara. Doskočio je 11. siječnja 1953. na 94 metra i rekord mu je opstao sve do 6. siječnja 1960. godine.
Sudionik ZOI u Oslu 1952. godine. Na maloj skakaonici skočio je 63,5 i 64,5 metra te je s 216,5 bodova ostao na četvrtom mjestu, koje je podijelio s Nijemcem Tonijem Brutscherom.
Na prvoj Turneji četiriju skakaonica 1953. godine bio je s 877,5 osvojenih bodova drugi. Te je godine pobijedio u Bischofshofenu s 228,0 bodova.
1957. je bio norveški prvak na maloj skakaonici. Izborio je nastup na ZOI 1960 u Squaw Valleyu gdje je na maloj skakaonici izborio 11. mjesto. Zatim je 1960. i 1961. bio brončani na norveškom prvenstvu na maloj skakaonici.

## Nagrade
- 1964. godine odlikovan je najvišim norveškim odličjem u športu, Holmenkollenovom medaljom.

## Vanjske poveznice
- Halvor Næs, Međunarodni skijaški savez (eng.)
- Halvor Næs  Arhivirana inačica izvorne stranice od 14. prosinca 2012. (Wayback Machine), Sports-Reference (eng.)